# Lista das capitais dos estados e territórios da união da Índia
Esta é uma lista das capitais dos estados e territórios da união da Índia.
| ESTADO ou TU            | ADMINIST.                  | LEGIS.                       | JUDIC.      | DESDE     | CAPITAL ANTERIOR                         |
| ----------------------- | -------------------------- | ---------------------------- | ----------- | --------- | ---------------------------------------- |
| Ilhas Andamão e Nicobar | Porto Blair                | —                            | Calcutá     | 1956      | —                                        |
| Arunachal Pradexe       | Itanagar                   | Itanagar                     | Guwahati    | 1972      | —                                        |
| Andra Pradexe           | Amaravati                  | Amaravati                    | Amaravati   | 2014      | Haiderabade (1956–2024)                  |
| Assão                   | Dispur                     | Dispur                       | Guwahati    | 1972      | Xilongue (1874-1972)                     |
| Biar                    | Patná                      | Patná                        | Patná       | 1936      | —                                        |
| Chatisgar               | Raipur                     | Raipur                       | Bilaspur    | 2000      | —                                        |
| Chandigar               | Chandigar                  | —                            | Chandigar   | 1966      | —                                        |
| Dadrá e Nagar-Aveli     | Silvassa                   | —                            | Bombaim     | 1961      | —                                        |
| Damão e Diu             | Damão                      | —                            | Bombaim     | 1987      | —                                        |
| Deli                    | Deli                       | Deli                         | Deli        | 1956      | —                                        |
| Goa                     | Panaji                     | Porvorim                     | Bombaim     | 1961      | —                                        |
| Guzerate                | Gandinagar                 | Gandinagar                   | Amedabade   | 1970      | Amedabade (1960-1970)                    |
| Harianá                 | Chandigar                  | Chandigar                    | Chandigar   | 1966      | —                                        |
| Himachal Pradexe        | Ximelá                     | Ximelá                       | Ximelá      | 1948      | —                                        |
| Jamu e Caxemira         | • Serinagar (S) • Jamu (W) | • Serinagar (S) • Jamu (W)   | Serinagar   | 1948      | —                                        |
| Jarcanda                | Ranchi                     | Ranchi                       | Ranchi      | 2000      | —                                        |
| Carnataca               | Bangalor                   | Bangalor                     | Bangalor    | 1956      | —                                        |
| Querala                 | Tiruvanantapura            | Tiruvanantapura              | Ernaculão   | 1956      | Cochim (1949-1956)                       |
| Laquedivas              | Cavarati                   | —                            | Ernaculão   | 1956      | —                                        |
| Mádia Pradexe           | Bopal                      | Bopal                        | Jabalpur    | 1956      | —                                        |
| Maarastra               | Bombaim                    | • Bombaim (S+B) • Nagpur (W) | Bombaim     | 1818 1960 | —                                        |
| Manipur                 | Infal                      | Infal                        | Guwahati    | 1947      | —                                        |
| Megalaia                | Xilongue                   | Xilongue                     | Guwahati    | 1970      | —                                        |
| Mizoram                 | Aizol                      | Aizol                        | Guwahati    | 1972      | —                                        |
| Nagalândia              | Kohima                     | Kohima                       | Guwahati    | 1963      | —                                        |
| Orissa                  | Bubanesvar                 | Bubanesvar                   | Cuttack     | 1948      | Cuttack (1936-1948)                      |
| Pondicheri              | Pondicheri                 | Pondicheri                   | Chenai      | 1954      | —                                        |
| Punjabe                 | Chandigar                  | Chandigar                    | Chandigar   | 1966      | • Laore (1936-1947) • Ximelá (1947-1966) |
| Rajastão                | Jaipur                     | Jaipur                       | Jodhpur     | 1948      | —                                        |
| Siquim                  | Ganguetoque                | Ganguetoque                  | Ganguetoque | 1975      | —                                        |
| Tâmil Nadu              | Chenai                     | Chenai                       | Chenai      | 1956      | —                                        |
| Telanganá               | Haiderabade                | Haiderabade                  | Haiderabade | 2014      | —                                        |
| Tripurá                 | Agartalá                   | Agartalá                     | Guwahati    | 1956      | —                                        |
| Utaracanda              | Deradum                    | Deradum                      | Nainital    | 2000      | —                                        |
| Utar Pradexe            | Lucnau                     | Lucnau                       | Alaabade    | 1937      | —                                        |
| Bengala Ocidental       | Calcutá                    | Calcutá                      | Calcutá     | 1905      | —                                        |